# Nicola Mora
Pour les articles homonymes, voir Mora.
Nicola Mora (né le 13 juillet 1979 à Parme en Émilie-Romagne) est un footballeur italien, évoluant au poste de défenseur.

## Biographie

### Carrière
Nicola Mora dispute son premier match professionnel en Serie A avec le Parme FC le 15 février 1998 contre l'Udinese. 
Il est prêté ensuite au SSC Napoli en Serie B jusqu'en 2000 (il y marquera ses deux premiers buts), puis pendant un an au FC Torino.
Il retourne en Serie A avec Piacenza Calcio en 2001-2002, puis joue deux ans en Serie B à l'AS Bari. 
En 2004, il signe au SSC Napoli rétrogradé en Serie C pour des problèmes financiers. Il ne reste qu'une année à Naples et retourne à Bari en Serie B puis au Delfino Pescara en janvier 2007. Il évolue par la suite en Serie C à l'US Foggia puis signera en 2008 à l'US Grosseto.
Il a en tout joué cinq fois en 2000 avec l'équipe d'Italie espoirs.

### Vie privée
Il est le fils de Bruno Mora.
Nicola Mora est également le beau-frère du joueur Emanuele Calaiò. Les deux joueurs ont évolué ensemble au Torino FC en 2000-2001 et au SSC Naples en 2004-2005.

## Palmarès
- Torino Football Club :
  - Championnat d'Italie de 2e division (1) : 2000-01